# Agnéby (Dabou)
Agnéby (Dabou) est une localité rurale du Disctrict des Lagunes en Côte d'Ivoire. Administrativement rattachée au secteur communal de Dabou, elle se trouve dans la région des Grands-Ponts. Sa population est estimée à environ 1 060 habitants.